# Luigi Broggi
Luigi Broggi (Milano, 6 maggio 1851 – Milano, 14 ottobre 1926) è stato un architetto e urbanista italiano.

## Biografia
Broggi segue un corso preparatorio al Regio Istituto Tecnico Superiore (in seguito Politecnico) dal 1871-1872 e prosegue i suoi studi presso la Scuola di Architettura (1873-75) dell'Accademia di Brera, dove diventa prima allievo di Camillo Boito, e poi dal 1892 al 1895 secondo professore aggiunto per la cattedra di Geometria, cinematica e disegno di macchine.
Nel 1877 si sposa, l'anno seguente partecipa, vincendo, al concorso per l'Ossario di Novara.
Nel 1879 apre il suo studio a Milano. Uno dei suoi primi progetti fu la progettazione dello stabile destinato a ospitare le "Cucine economiche" (1881-83) di via Montegrappa a Milano seguito dall'Asilo Fogliani (24 luglio 1884) di corso di porta Vigentina 18, due edifici fortemente improntati ad uno stile economico appreso a Brera. Nel 1885 costruisce in via Dante 18 la Casa Folatelli e Teruggia in cui si può già intravedere lo stile utilizzato nell'architetture civile realizzate lungo via Dante. Negli stessi anni progetta anche Casa Candiani, in via Matteo Bandello 14-20, per l'omonima famiglia. Il palazzo è particolarmente originale perché la facciata è decorata con elementi in cotto che riproducono la produzione delle fornaci della famiglia Candiani.
Nel 1889 vince il suo primo concorso, insieme al suo giovane collaboratore Giuseppe Sommaruga, per il progetto del nuovo Palazzo del Parlamento a Roma. La collaborazione con Sommaruga fu particolarmente proficua perché fu sempre con lui che progettò e realizzò nel 1889 la sua residenza personale “Casa Broggi” che si trova fra via Dante e via Meravigli a Milano. L'edificio fu terminato nel luglio del 1891 e subito venduto alla Società Assicurazioni d'Italia di Genova. Nell'agosto del 1891 furono conclusi anche i lavori ai cinque edifici civili di Foro Buonaparte (dal numero 61 al numero 69).
A fine Ottocento si definisce la riqualificazione di quella parte di Milano che riguardava la vecchia piazza d'armi. Luca Beltrami riesce a realizzare il Parco del Sempione, disegnato dal conte Emilio Alemagna, e ad ottenere il restauro del Castello Sforzesco. Con il nuovo piano regolatore dell'ingegnere Cesare Beruto, si rivaluta tutto l'asse che dal Castello porta in piazza Duomo. Il rettilineo di via Dante, tracciato nel 1885, parte da Foro Buonaparte e giunge sino a piazza Cordusio da cui si biforcano poi gli accessi a piazza Duomo. È proprio in piazza Cordusio e nei suoi dintorni, che Broggi realizza alcuni dei suoi edifici più importanti fra cui la sede della Borsa (1899-1901), prima collocata nel Palazzo dei Giureconsulti e poi in piazza Cordusio 1, e il palazzo del Credito Italiano inaugurato il 25 agosto 1902 e poi ampliato nel 1908 sempre dal Broggi. In questi edifici Broggi utilizzò tutte le tecniche più innovative dell'epoca, con sistemi di riscaldamento centralizzate, impianti di posta pneumatica, illuminazione elettrica integrata nei soffitti con plafoniere incassate. Il palazzo della Borsa fu inaugurato l'8 ottobre del 1901, e nel 1932 diventerà il Palazzo delle Poste, poiché la Borsa milanese sarà trasferita a Palazzo Mezzanotte.
Il 26 novembre 1901 viene approvato il progetto dei "Magazzini Contratti", in via Tommaso Grossi 8, un imponente edificio con ossatura metallica e vaste superfici vetrate su modello dei grandi magazzini, realizzati nelle varie capitali europee. In questo edificio erano inoltre ravvisabili molti richiami all'Art Nouveau, movimento stilistico che in architettura prediligeva questo tipo di materiale. L'edificio sarà terminato nel 1903.
Sempre in quel periodo fra il 1901 e il 1902, sulla piazza Cordusio, Broggi costruisce quello che a Milano sarà chiamato il Palazzo del Credito Italiano.
Nel 1906 costruisce il palazzo della “Società lombarda per le Imprese Fondiarie”, da lui diretta in via Armorari 6. In quegli anni inizia una stretta collaborazione con Cesare Nava, al punto di creare uno studio comune, lo Studio Broggi-Nava, a cui si assocerà nel 1909 il figlio Carlo Broggi.
Il 21 dicembre 1908 viene inaugurata la nuova Sala da concerti del Conservatorio di Milano, da lui progettata in collaborazione con Nava. Le decorazioni della sala saranno tuttavia completate il 2 marzo 1910.
Importante fu anche la progettazione del Palazzo della Banca d’Italia realizzato in via Cordusio 5, sempre in collaborazione con Cesare Nava. I lavori si dilungarono perché, nel 1908 durante gli scavi, furono ritrovati i resti di un edificio romano che si suppone fosse la zecca. Durante la progettazione della Banca d'Italia, Broggi ebbe l'occasione di conoscere la Regina Margherita e da quell'incontro nacque un rapporto di reciproca stima e simpatia, al punto che la Regina gli commissionerà nel 1914 la realizzazione della sua villa a Bordighera.
Ha inoltre disegnato numerose ville in Lombardia, monumenti funerari nel Cimitero Monumentale di Milano e nel cimitero di Pallanza, il Grand Hôtel des Thèrmes di Salsomaggiore Terme, il palazzo della Cassa di Risparmio di Parma (in collaborazione con Cesare Nava) e diversi alberghi a Genova.
Broggi fu sempre molto attivo nella vita pubblica di Milano, partecipando a praticamente ogni dibattito sulla riorganizzazione urbana della città fra il XIX e il XX secolo. Insieme a Luca Beltrami, Carlo Maciachini, e il suo mentore Camillo Boito, Luigi Broggi è stato un esponente di spicco del periodo eclettico dell'architettura milanese (a volte indicato come eclettismo Milanese), per quanto in alcune sue opere, come per esempio l'edificio dei Magazzini Contratti, si possono chiaramente individuare i dettami stilistici dell'Art Nouveau.
Riposa al cimitero Monumentale di Milano.

## Opere principali
A lui si deve un grosso contributo al centro degli affari milanese, attorno a piazza Cordusio:
- Palazzo del Credito Italiano
- Palazzo dell'ex Borsa, ora Palazzo delle Poste
- Palazzo della Banca d'Italia di Milano
- Casa Broggi
- Magazzini Contratti

In altre zone di Milano si trovano invece:
- Casa Candiani
- Casa Sardi

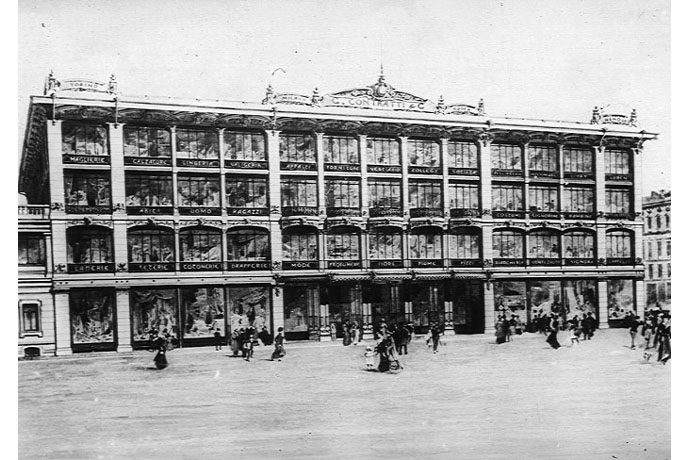
L'edificio dei Magazzini Contratti, realizzato nel 1902, in via Tommaso Grossi.
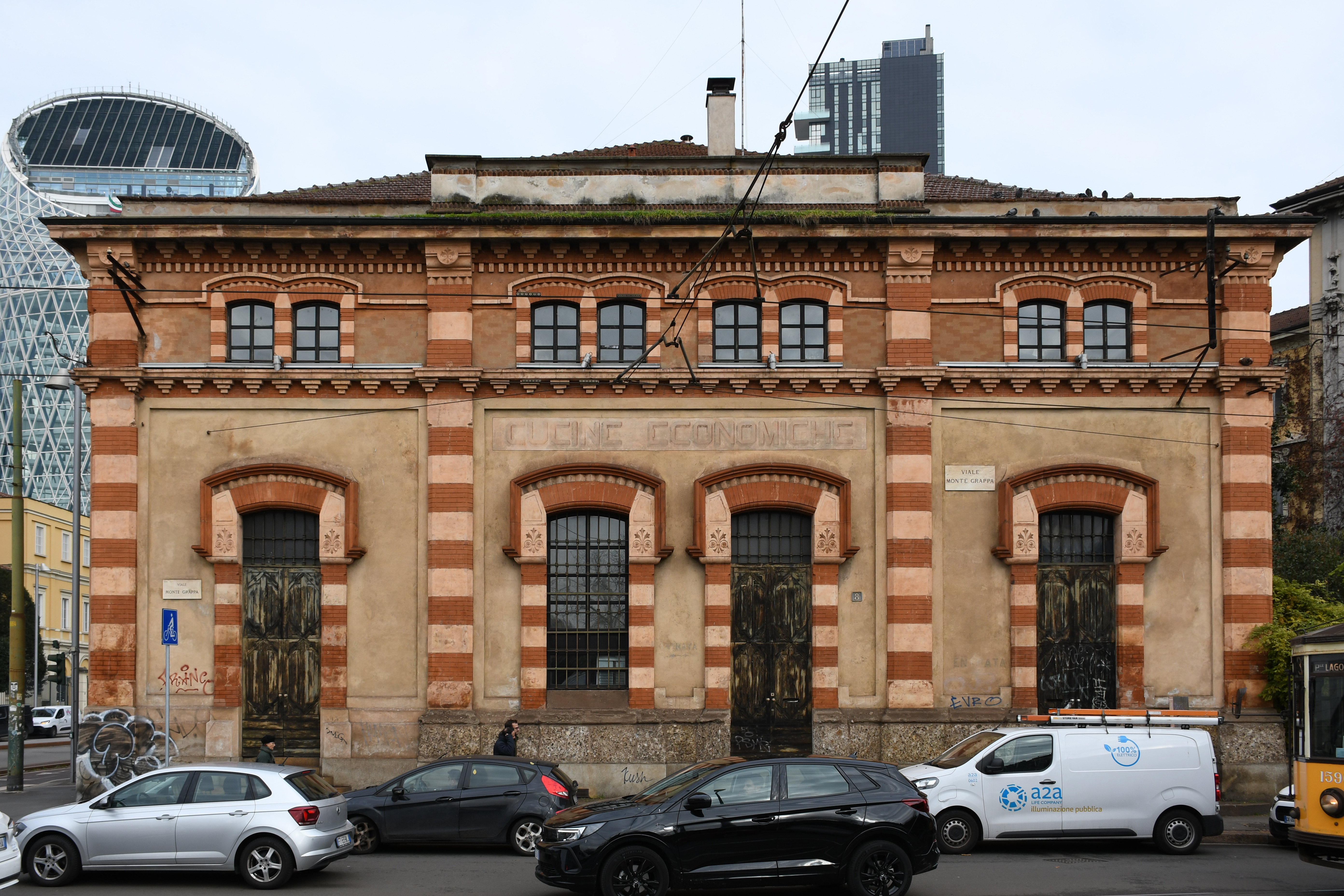
Cucine Economiche viale Monte Grappa 8
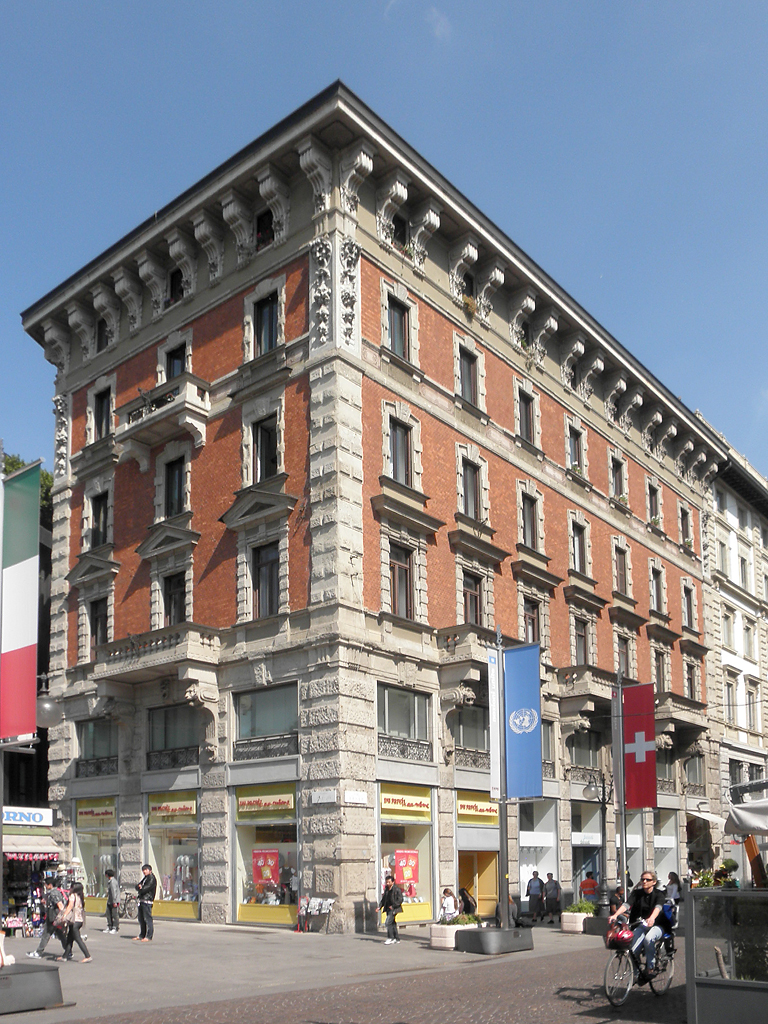
Milano - edificio via Pozzone 5
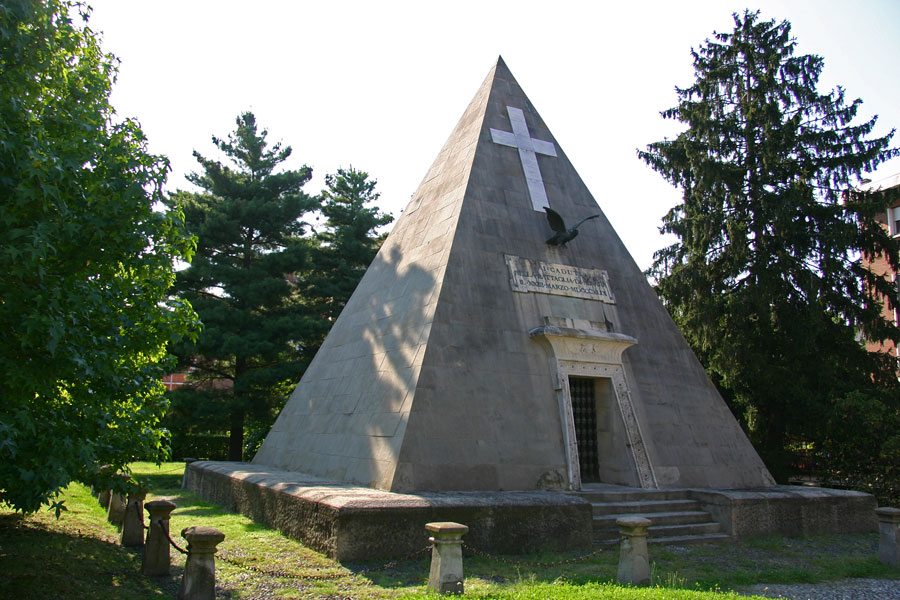
Ossario di Novara, Piramide